# Rafael Conde Jiménez
Rafael Conde Jiménez (Córdoba, 5 de abril de 1862-Córdoba, 18 de octubre de 1947) fue un jurista y político español. A lo largo de su carrera llegó a ejercer como alcalde de Córdoba, presidente de la Diputación provincial de Córdoba, así como senador, diputado provincial y concejal por el Ayuntamiento de Córdoba.

## Biografía
Nacido en Córdoba el 5 de abril de 1862, fue hijo de Juan Felipe Conde y Luque, perito agrónomo, y Librada Jiménez. Estudió Derecho en la Universidad Central de Madrid, donde su tío Rafael Conde y Luque impartía la cátedra de Derecho Internacional. Casado con Soledad Belmonte y León, sobrina del conde de Cárdenas.
Siempre a la vera del Partido Conservador, fue elegido concejal del Ayuntamiento de Córdoba en noviembre de 1903. Desde el 1 de enero de 1904 al 31 de diciembre de 1905 fue alcalde de Córdoba, cuando fue sustituido por el liberal José García Martínez. Continuó de concejal hasta el 25 de abril de 1907, fecha en la que tomó posesión como presidente de la Diputación provincial. El 4 de mayo del año siguiente cesó como presidente, aunque continuó como diputado provincial por el distrito de Cabra.
Fue elegido senador por Córdoba en 1919 y 1921. En los registros del Senado español figuran sus propiedades y su declaración de bienes, que en 1921 ascendía a 20.391 pesetas anuales. Falleció el 18 de octubre de 1947.

## Reconocimientos
- Caballero de la Orden de Isabel la Católica